# 三精花牌
三精花牌，是流傳於湖北的上大人牌遊戲。

## 牌具

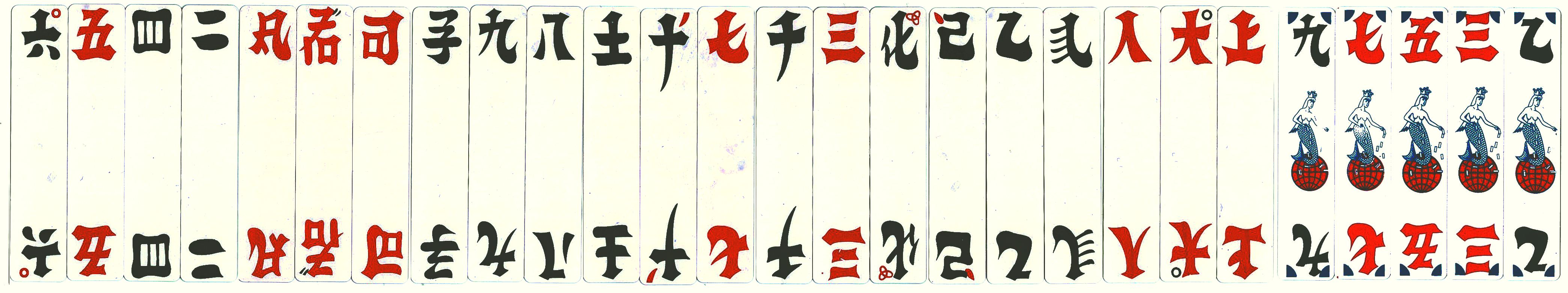
三五七牌

牌具屬於上大人牌的三五七牌，有「上大人、孔乙己、化三千、七十士、八九子、可知禮、二、四、五、六。」二十二字，每種五張，共一百一十張。除二、四、五、六外，其餘三個连续字为一句，共六句。其中上、大、人、可、知、礼、三、五、七為紅色牌，其餘為黑色牌。乙、三、五、七、九别有兩张带花。

## 牌規

### 流程
- 三人遊戲。
- 莊家摸二十六張，閒家摸二十五張。
- 行牌類似麻將，同樣有吃、碰、槓，差別如下。
  - 吃牌需同一句的牌才能吃牌，該牌型稱為句。三个连续数也視為一句，乙可當成一。
  - 明刻稱為坎，以上家為優先。不能補槓。一局每玩家最多只能碰牌兩次，若胡牌就三次，但若他人胡牌，则由此人承包，出两个人输的分。
  - 明槓稱為招，過牌不能再明槓。
  - 暗槓稱為扎、统、或藏。
  - 有槓子時，又自摸同一張，將該牌與槓子放於一起，也在牌底再摸一张，稱為泛。
- 對子、或是稱為口的同句兩張牌，兩者皆稱為听头。
- 三、五、七的牌稱為经或精。帶花稱為花精，沒帶花稱為素精，每有一張各算2、1胡。
- 以組成八面子、一听头，並且達成17胡以上才能胡牌。[1][2]

### 牌值
- 最多張精的面子稱為主精，該胡數翻一倍。
- 分數為胡數減17再除5的商數，最後加1。
- 紅色牌型的胡數如下表。

| 牌型 | 胡數 |
| ---- | ---- |
| 素精 | 1    |
| 花精 | 2    |
| 坎   | 2    |
| 扎   | 4    |
| 泛   | 8    |
| 句   | 1    |

- 黑色牌型的胡數如下表。[1][2]

| 牌型 | 胡數 |
| ---- | ---- |
| 坎   | 1    |
| 扎   | 2    |
| 泛   | 4    |

## 變體

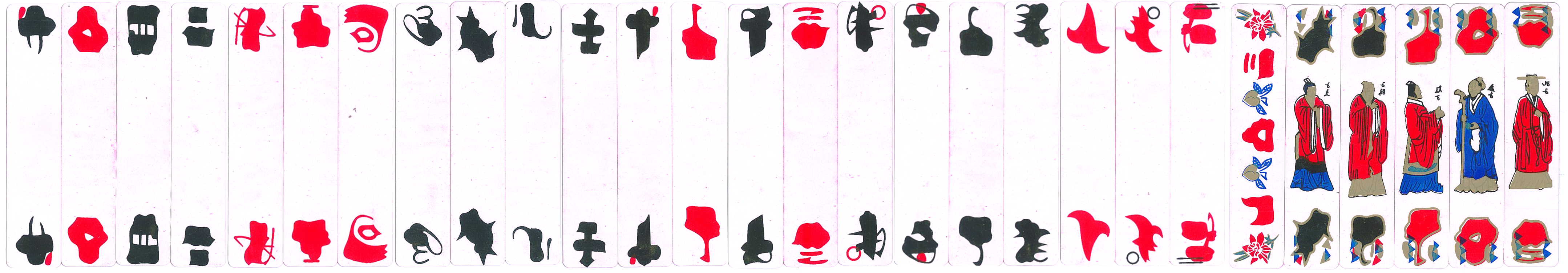
柳葉子牌

- 赖子花牌，又稱别子花牌，牌具屬於上大人牌的三五七牌，多兩張賴子牌，共一百一十二張。玩法同樣以乙、三、五、七為精，賴子牌上面書寫三、五、七此三字，作用是可代替三、五、七的花精[3]。柳葉子牌也可用。

- 湖北枝江的五精花牌，以乙、三、五、七、九為精[4]。